# Селавік (Аляска)
Селавік (англ. Selawik) — місто (англ. city) в США, в окрузі Нортвест-Арктик штату Аляска. Населення — 809 осіб (2020). Другий за кількістю мешканців у Нортвест-Арктик після Коцебу. Слово сіілвік на мові інупіатів означає «місце нельми».

## Географія
Селавік розташоване в дельті однойменної річки за 12 кілометрів від впадання її у однойменне ж озеро, і за 58 кілометрах від затоки Коцебу. Місто обслуговує однойменний аеропорт.
Селавік розташований за координатами 66°35′27″ пн. ш. 160°0′4″ зх. д. / 66.59083° пн. ш. 160.00111° зх. д. (66.590751, -160.001206).  За даними Бюро перепису населення США в 2010 році місто мало площу 10,64 км², з яких 7,58 км² — суходіл та 3,06 км² — водойми. В 2017 році площа становила 7,62 км², з яких 6,04 км² — суходіл та 1,59 км² — водойми.

## Історія
Вперше про село в цьому місці з назвою Чілівік згадується в 1840-х роках в рапорті Лаврентія Загоскіна. 1880 року дослідник Іван Петров повідомив про 100 осіб, які проживають тут. 1908 року в поселенні працювали школа та церква. 1974 року Селавік отримало статус «місто I класу», але вже 1977 року віно було змінено на «II клас». До XXI століття Селавік займав три берега дельти річки, всі частини міста з'єднані мостами.

## Демографія
Згідно з переписом 2010 року, у місті мешкало 829 осіб у 186 домогосподарствах у складі 151 родини. Густота населення становила 78 осіб/км².  Було 201 помешкання (19/км²).
Расовий склад населення:
| - 85,4 % — корінних американців - 4,0 % — білих - 0,1 % — чорних або афроамериканців |

До двох чи більше рас належало 10,5 %. Частка іспаномовних становила 0,0 % від усіх жителів.
За віковим діапазоном населення розподілялося таким чином: 43,2 % — особи молодші 18 років, 52,9 % — особи у віці 18—64 років, 3,9 % — особи у віці 65 років та старші. Медіана віку мешканця становила 21,4 року. На 100 осіб жіночої статі у місті припадало 108,3 чоловіків;  на 100 жінок у віці від 18 років та старших — 125,4 чоловіків також старших 18 років.
Середній дохід на одне домашнє господарство  становив 53 937 доларів США (медіана — 41 827), а середній дохід на одну сім'ю — 50 732 долари (медіана — 40 469). Медіана доходів становила 40 000 доларів для чоловіків та 44 375 доларів для жінок. За межею бідності перебувало 29,9 % осіб, у тому числі 34,3 % дітей у віці до 18 років та 8,3 % осіб у віці 65 років та старших.
Цивільне працевлаштоване населення становило 168 осіб. Основні галузі зайнятості: освіта, охорона здоров'я та соціальна допомога — 25,6 %, публічна адміністрація — 15,5 %, транспорт — 14,3 %.